# Msheirfeh
Msheirfeh (tiếng Ả Rập: مشيرفة) là một ngôi làng Syria nằm ở phó huyện Uqayribat thuộc huyện Salamiyah, Hama. Theo Cục Thống kê Trung ương Syria (CBS), Msheirfeh có dân số 307 người trong cuộc điều tra dân số năm 2004.